# 金房求
金房 求（かなふさ もとむ、1951年7月13日 - ）は、千葉県出身の俳優。劇団昴所属。

## 出演

### テレビドラマ
- 火曜サスペンス劇場
  - 球形の荒野（1981年）
  - 身辺警護 第5作（2000年）
- 秘密のデカちゃん 第17話「キャッ! チュウまでしたのに別の人?」（1981年） - 中華料理屋
- 怪盗夢吉忍び控（1982年）
- 特捜最前線 第386話（1984年）
- 私鉄沿線97分署 第17話（1985年）
- 誇りの報酬 第14話「萩原刑事が撃たれた」（1986年） - 西新宿署刑事
- 大人は判ってくれない 第3話（1992年）
- 世にも奇妙な物語（1994年）
- お仕事です! 第12話（1998年）
- 相棒 (2006年）
- 土曜ワイド劇場
  - 西村京太郎トラベルミステリー 第32作（1998年）
  - 100の資格を持つ女〜ふたりのバツイチ殺人捜査〜 第10作（2015年）

### テレビ番組
- 経済ドキュメンタリードラマ ルビコンの決断 餃子の王将編
- 日経スペシャル カンブリア宮殿

### 舞台
- あの夏、少年はいた
- いただきまぁす!
- 親の顔が見たい
- クリスマス・キャロル
- スタア
- チャリング・クロス街84番地
- ナイチンゲールではなく